# Bob Hayes
Robert Lee "Bob" Hayes (Jacksonville, 20 de dezembro de 1942 — Jacksonville, 18 de setembro de 2002), foi um velocista olímpico e jogador profissional de futebol americano estadunidense.

## Carreira no futebol americano
Bob Hayes foi campeão da temporada de 1971 da National Football League jogando pelo Dallas Cowboys.